# Pölöskei muskotály
A Pölöskei muskotály egy hazai nemesítésű csemegeszőlőfajta. Szegedi Sándor és munkatársai állították elő Zala gyöngye és a Glória Hungariae x Erzsébet királyné emléke keresztezésével.

## Jellemzői
Elterjedtsége: 1973-1997 között: 0,2%-os, telepített terület 158,8 ha. Tőkéje erős növekedésű, viszonylag sűrű vesszőzetű.
Fürtje: ágas, laza, középnagy-nagy, átlag-tömege 200 g; a bogyó megnyúlt, sárga, nagy. Közepes fagytűrő képességű, a gombabetegségeknek jól ellenáll. Terméséből finom muskotályos ízű szőlőlé vagy bor készíthető.
Művelés: Magas-művelésre alkalmas és különösen jól felhasználható lugasok, pergolák  befuttatására. Hosszúmetszést és gondos zöldmunkát igényel.